# Entheticus de dogmate philosophorum e Entheticus ad Policraticum
L'Entheticus de dogmate philosophorum o Entheticus maior è un poema in distici elegiaci composto tra il 1154 e il 1155 da Giovanni di Salisbury e costituisce la prima espressione scritta del suo pensiero filosofico. 
L'Entheticus ad Policraticum o Entheticus minor è un poemetto in distici elegiaci composto da Giovanni di Salisbury prima del 1154 in cui polemizza in modo satirico contro alcuni personaggi che operavano alla corte di Canterbury. 

## L’Entheticus de dogmate philosophorumoEntheticus maior
L’Entheticus de dogmate philosophorum è un poema in distici elegiaci che costituisce la maggiore opera poetica di Giovanni di Salisbury. Si tratta di un compendio di filosofia, che parte esplicitamente menzionando la volontà dell’autore di trattare quelli che sono stati gli sviluppi della disciplina a partire dagli autori antichi per poi giungere agli sviluppi relativi ad egli contemporanei. Non sappiamo molto sulle circostanze della sua composizione, e riguardo al suo scopo possiamo partire considerando quelli che sono gli argomenti che vengono trattati all’interno dell’opera: inizialmente egli difende le arti liberali, stesso tema che compare nel Metalogicon, per poi spostarsi su un resoconto della filosofia greca e romana, evidenziando in particolare punti di forza e di debolezza dei differenti pensieri, subordinati in ogni caso alla dottrina cristiana. Infine, nella terza parte dell’opera, si avvicina alle teorie etico-politiche che sono presenti anche nel Policraticus, con anche il riferimento a realtà che ha direttamente vissuto come quella di Canterbury e a personaggi reali come Thomas Becket. L’intento dell’opera, osservando gli argomenti trattati sembra più chiaro: partire con la difesa delle arti liberali e del sistema educativo tradizionale ha chiaramente un intento educativo, quello ossia di mostrare in che modo l’uomo possa accostarsi alla filosofia e portarla avanti. Alternativamente, l’opera viene concepita come una serie di consigli su come vivere l’ambiente della corte, trattato con una potente satira che ne evidenzia i vizi e i modi sbagliati di comportarsi, rivolta allo stesso Becket. La satira rivolta nella terza sezione contro i personaggi di corte ha la funzione di dissuadere il futuro arcivescovo da tali comportamenti, mostrando anche tramite esempi tratti dall’antichità classica come, invece, dovrebbe comportarsi e pensare il buon uomo di stato. Infine, c’è la possibilità che l’opera non fosse pensata per la pubblicazione o per un destinatario specifico, ma semplicemente si trattasse del primo tentativo di Giovanni di Salisbury di mettere per iscritto il suo pensiero etico-filosofico. Ritenendola poi grezza e incompiuta, avrebbe effettivamente deciso di tenerla per sé, riprendendo il lavorio sui temi trattati e facendolo confluire nelle due opere maggiori in prosa, in cui si trova l’apice del suo pensiero e il completamento del suo percorso. Dall’ultima sezione e dai suoi riferimenti al reale possiamo inferire la data di composizione dell’opera, con il riferimento al sovrano d’Inghilterra come puer ed il riferimento all’attività di Becket come consigliere che pongono come molto probabili gli anni 1154-55. 

### La tradizione manoscritta dell'opera
Per quanto riguarda la tradizione manoscritta, sono quattro i testimoni che ci tramandano il testo:
- London, British Library, Royal 13 D IV, il manoscritto più antico, con oltre all’Entheticus anche il Policraticus e il Metalogicon e databile tra gli anni ‘60 e ‘90 del XII secolo grazie alle informazioni che ricaviamo dall’ex libris.[6]
- Cambridge, University Library, Ii. 2.31, manoscritto di XIV secolo la cui provenienza è sconosciuta e contiene, oltre all’Entheticus, anche il Metalogicon, il Policraticus e parte della prima raccolta di lettere. Il testo risulta una copia del manoscritto più antico, nonostante i numerosi errori che possono essere facilmente attribuiti o all’azione di un copista o alla presenza di un intermediario, come dimostrerebbe anche il fatto che gli scritti non sono riportati nel medesimo ordine.
- Cambridge, University Library, Mm. 2.18, manoscritto di XIV secolo di cui si può sospettare una dipendenza dal manoscritto più antico date anche alcune somiglianze con l’altro testimone di Cambridge con cui probabilmente condivide un antigrafo.
- Infine John Leland[7] parla di un manoscritto conservato al Queens’ College di Cambridge in cui erano conservati almeno il Metalogicon e l’Entheticus

## L’Entheticus ad PolicraticumoEntheticus minor
Per quanto riguarda l’Entheticus ad Policraticum, o Entheticus minor si tratta di un’altra opera in poesia, di 306 versi che possiamo ritenere molto simile all’Entheticus maior per quanto riguarda sia il periodo di produzione sia l’obiettivo che si voleva raggiungere. In particolare, gli argomenti trattati e l’atteggiamento satirico sono sovrapponibili con la terza sezione di quest’ultimo e trattano quegli stessi argomenti di cui si occupa il Policraticus. Possiamo considerare anche per quest’opera la duplice ipotesi di prontuario etico, con indicazioni per tutti coloro che aspirano alla filosofia e a una vita coerente con essa, e di opera collettanea del pensiero di Giovanni di Salisbury. Per quanto concerne la tradizione manoscritta dell’opera, essa si trova in quattro manoscritti e in tutti viene posta prima del Policraticus, essendo stata percepita come introduzione a quest’opera maggiore.

## Edizioni
- Giovanni di Salisbury, The Entheticus of John of Salisbury: A Critical Text, ed. R. Pepin, in Traditio 31 1975, pp. 127-295.
- Giovanni di Salisbury, Entheticus maior et minor, ed. Jan van Laarhoven, Leiden 1987, vol. 1 pp. 104-227 e pp. 230-249.